# Julîci, Zolociv
Julîci (în ucraineană Жуличі) este un sat în comuna Poceapî din raionul Zolociv, regiunea Liov, Ucraina.

## Demografie
Componența lingvistică a localității Julîci
     Ucraineană (99,82%)
Conform recensământului din 2001, majoritatea populației localității Julîci era vorbitoare de ucraineană (99,82%), existând în minoritate și vorbitori de alte limbi.